# Vương tộc Nassau
Nhà Nassau (tiếng Đức: Haus Nassau; tiếng Anh: House of Nassau) là một vương tộc nổi tiếng ở châu Âu. Nó được đặt theo tên của lãnh địa gắn liền với lâu đài Nassau, nằm ở Nassau, Rhineland-Palatinate, Cộng hoà Liên bang Đức ngày nay. Các lãnh chúa của Nassau ban đầu được phong là "Bá tước Nassau", sau đó được nâng lên thành đẳng cấp quý tộc gefürsteter Graf (tiếng Anh: princely count). Buổi đầu gia tộc chia thành hai nhánh chính: nhánh cao cấp (Walramian), với nhân vật nổi tiếng nhất là Adolf của Đức, và nhánh trẻ hơn (Ottonian), tạo ra các Thân vương xứ Oranje-Nassau và các Vua của Hà Lan.
Vào những năm cuối của Đế chế La Mã Thần thánh và trong các cuộc chiến tranh của Napoléon, nhánh Walramian đã thừa kế hoặc mua lại tất cả các vùng đất của tổ tiên Nhà Nassau, với sự cho phép của Đại hội Vienna, "Công tước Nassau", thành lập nhà nước độc lập của Nassau với thủ đô đặt tại Wiesbaden; lãnh thổ này ngày nay thuộc Cộng hoà Liên bang Đức, chủ yếu nằm trong Bang Hessen, và một phần thuộc Bang Rhineland-Palatinate lân cận. Công quốc được sáp nhập vào Vương quốc Phổ năm 1866, sau Chiến tranh Áo-Phổ với tư cách là đồng minh của Đế quốc Áo. Phổ cho thành lập Tỉnh Hesse-Nassau và Công quốc Nassau cũ nằm trong tỉnh này.
Ngày nay, thuật ngữ Nassau được sử dụng ở Đức như một tên gọi cho một vùng địa lý, lịch sử và văn hóa, nhưng không còn mang ý nghĩa chính trị nữa. Tất cả các quốc vương Hà Lan và Luxembourg kể từ năm 1815 đều là thành viên cấp cao của Nhà Nassau. Tuy nhiên, vào năm 1890 ở Hà Lan và năm 1912 ở Luxembourg, các dòng nam thừa kế hai ngai vàng đã tuyệt tự, kể từ đó, các quân chủ đều thuộc dòng nữ từ Nhà Nassau.
Theo truyền thống ở Đức, gia tộc chỉ được truyền lại trong dòng dõi kế vị của nam giới. Do đó, theo quan điểm của người Đức, Nhà Nassau đã bị tuyệt tự từ năm 1985. Tuy nhiên, cả truyền thống quân chủ của Hà Lan và Luxembourg, các quy tắc hiến pháp và luật pháp trong vấn đề đó đều khác với truyền thống của Đức, và do đó không quốc gia nào coi Nhà Nassau đã tuyệt tự. Đại công tước Luxembourg sử dụng danh hiệu "Công tước Nassau" làm tước vị phụ, và Trưởng tộc Nassau (là thành viên cao cấp nhất trong chi nhánh của gia tộc) cũng dùng tước vị này, nhưng không tuyên bố chủ quyền lãnh thổ đối với Công quốc Nassau trước đây, nay là một phần của Cộng hòa Liên bang Đức.

### Nassau-Weilburg (1344–1816)

Cờ của Nassau-Weilburg

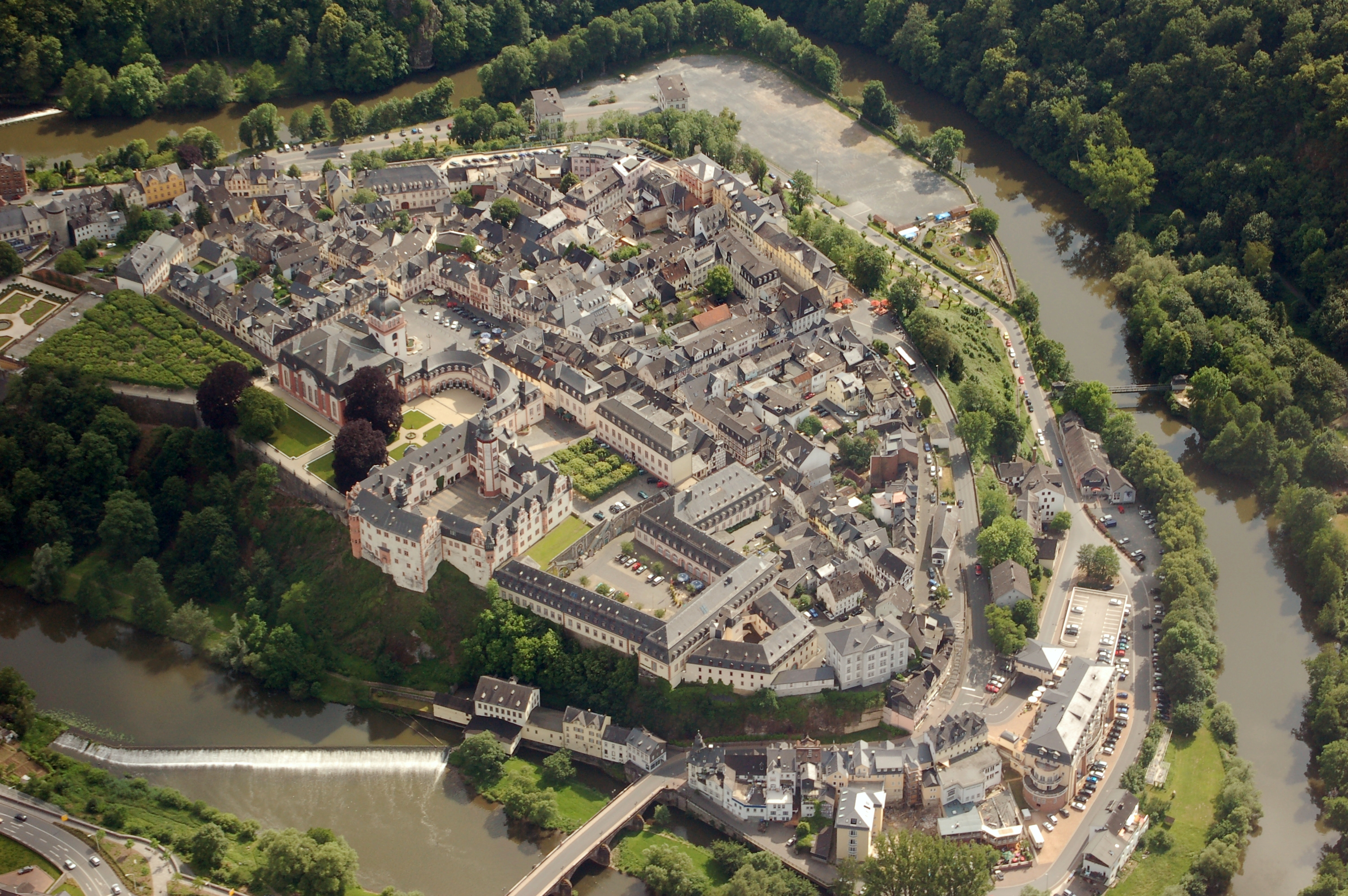
Weilburg
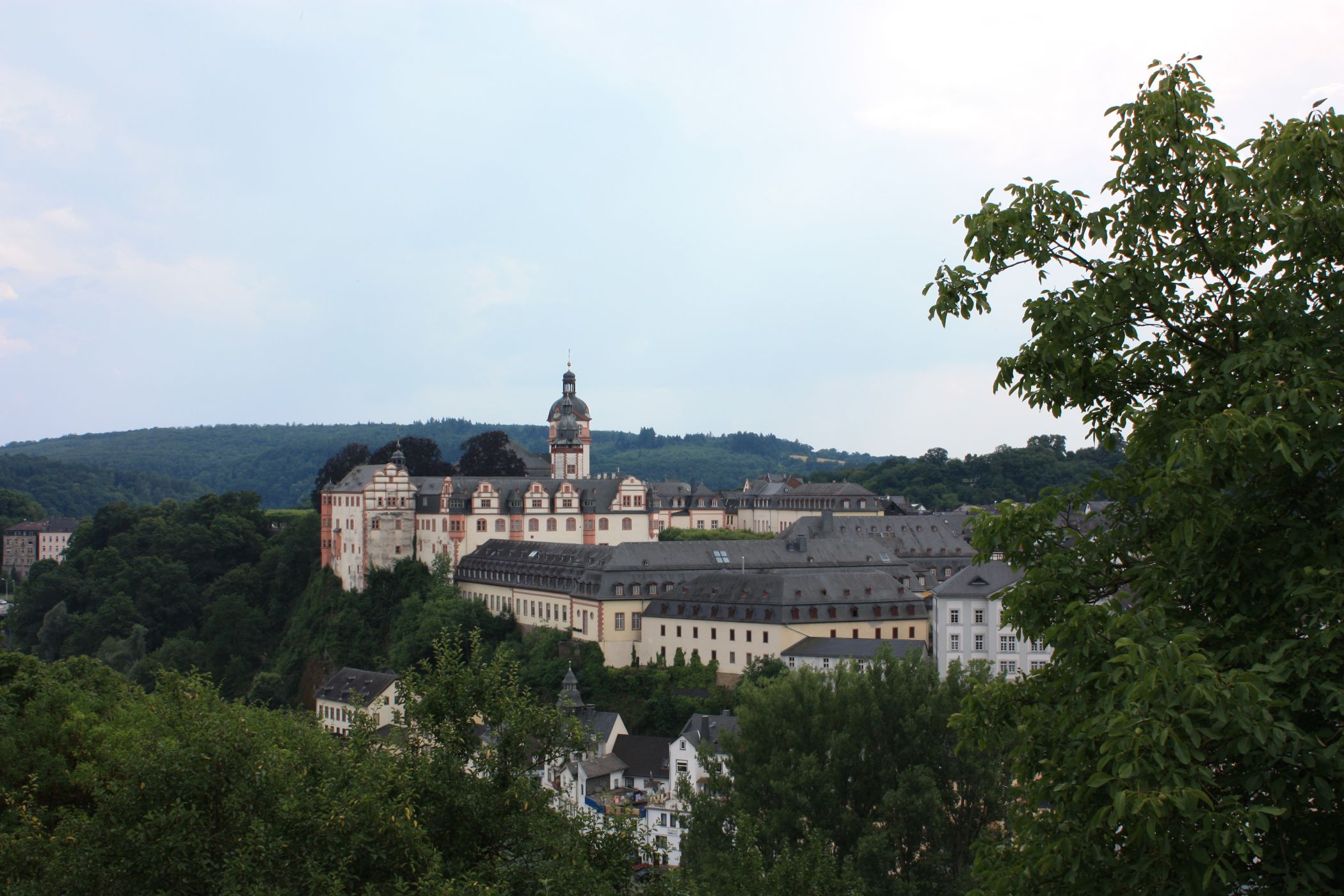
Schloss Weilburg
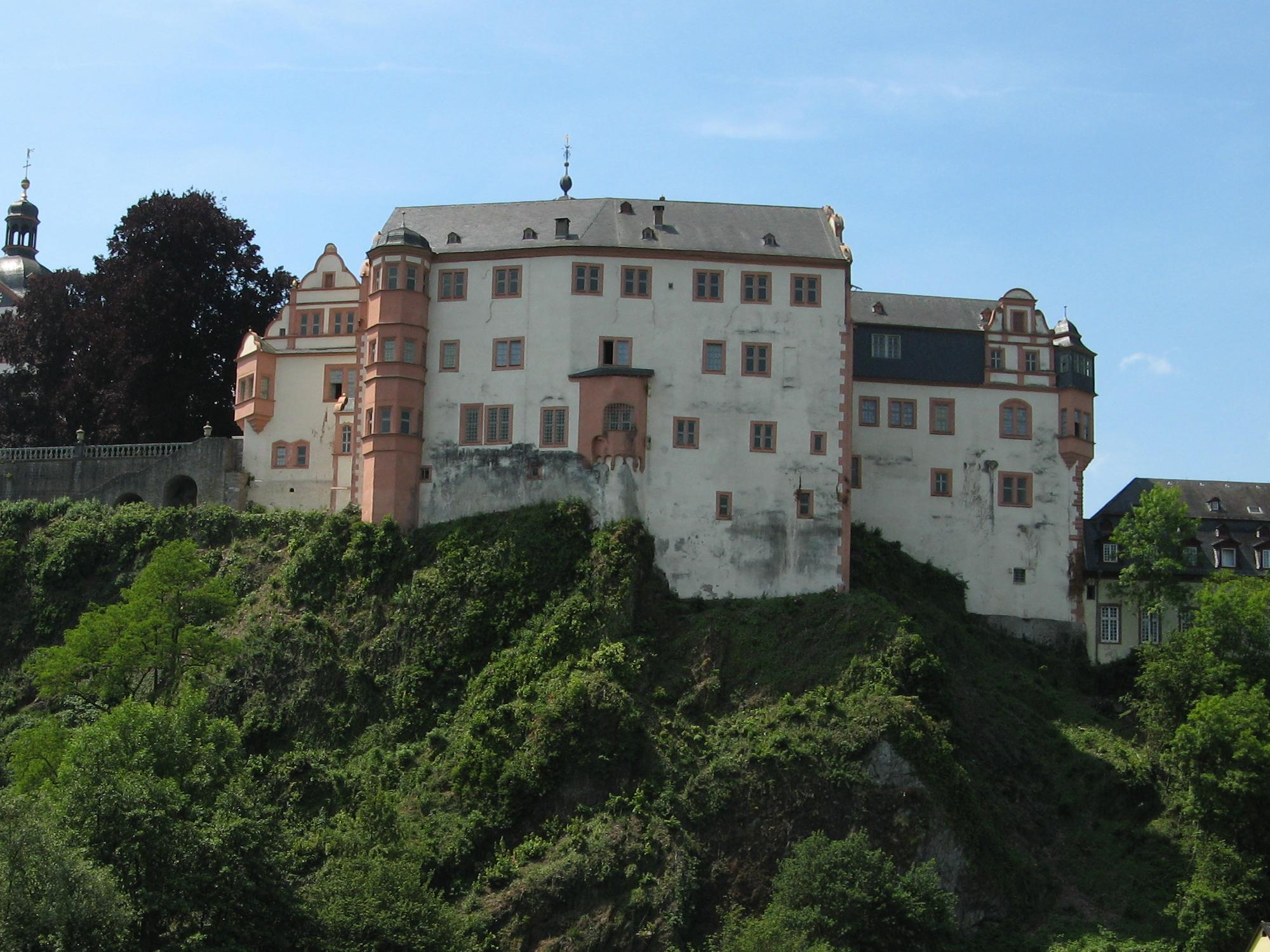
East wing

#### Bá tước Nassau-Weilburg (1344–1688)

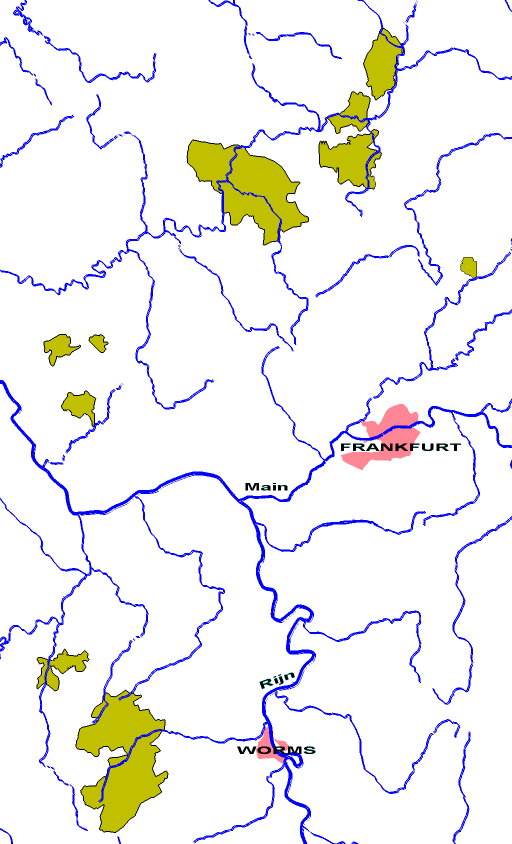
Bản đồ Nassau-Weilburg, năm 1789

#### Công tước của Nassau (1816–1866)

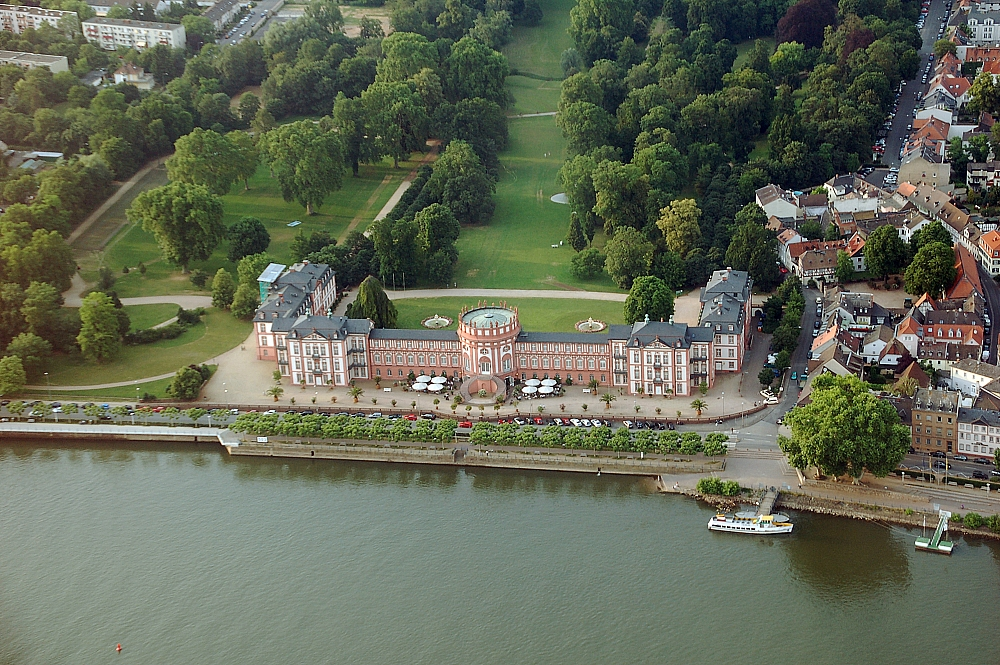
Cung điện Biebrich

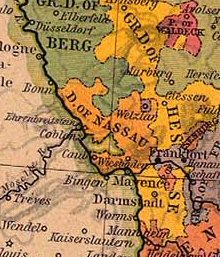
Công quốc Nassau vào năm 1812 như một phần của Liên bang sông Rhine.

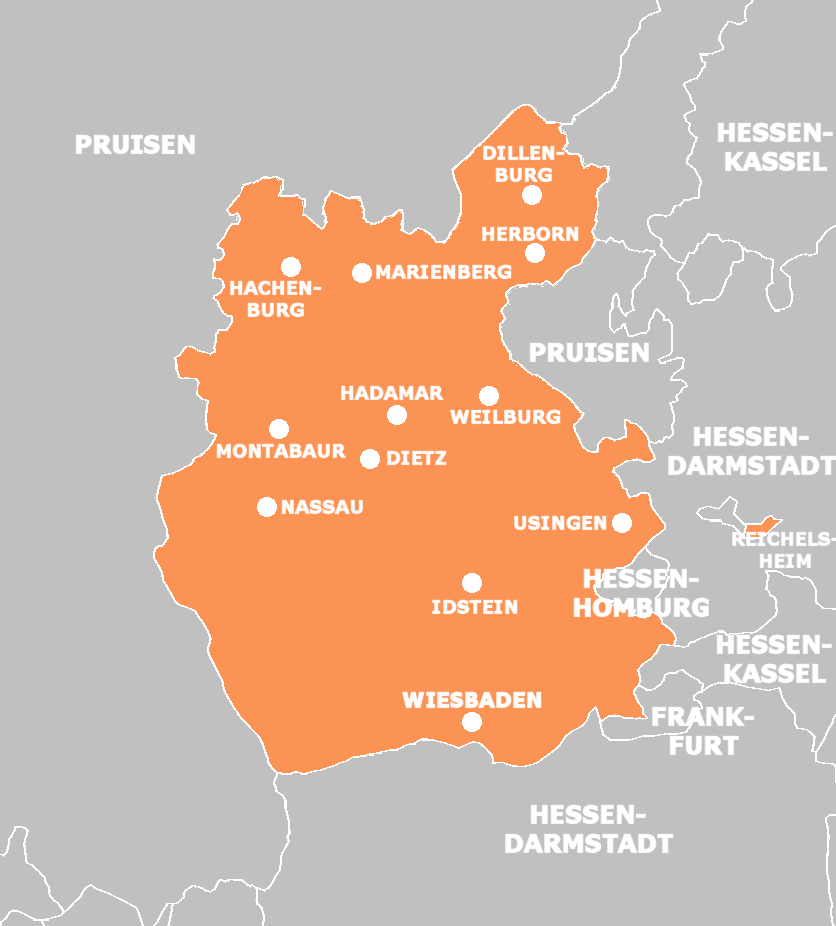
Công quốc Nassau, năm 1848.

#### Đại công tước Luxembourg (từ Nhà Nassau-Weilburg) – 1890–1912

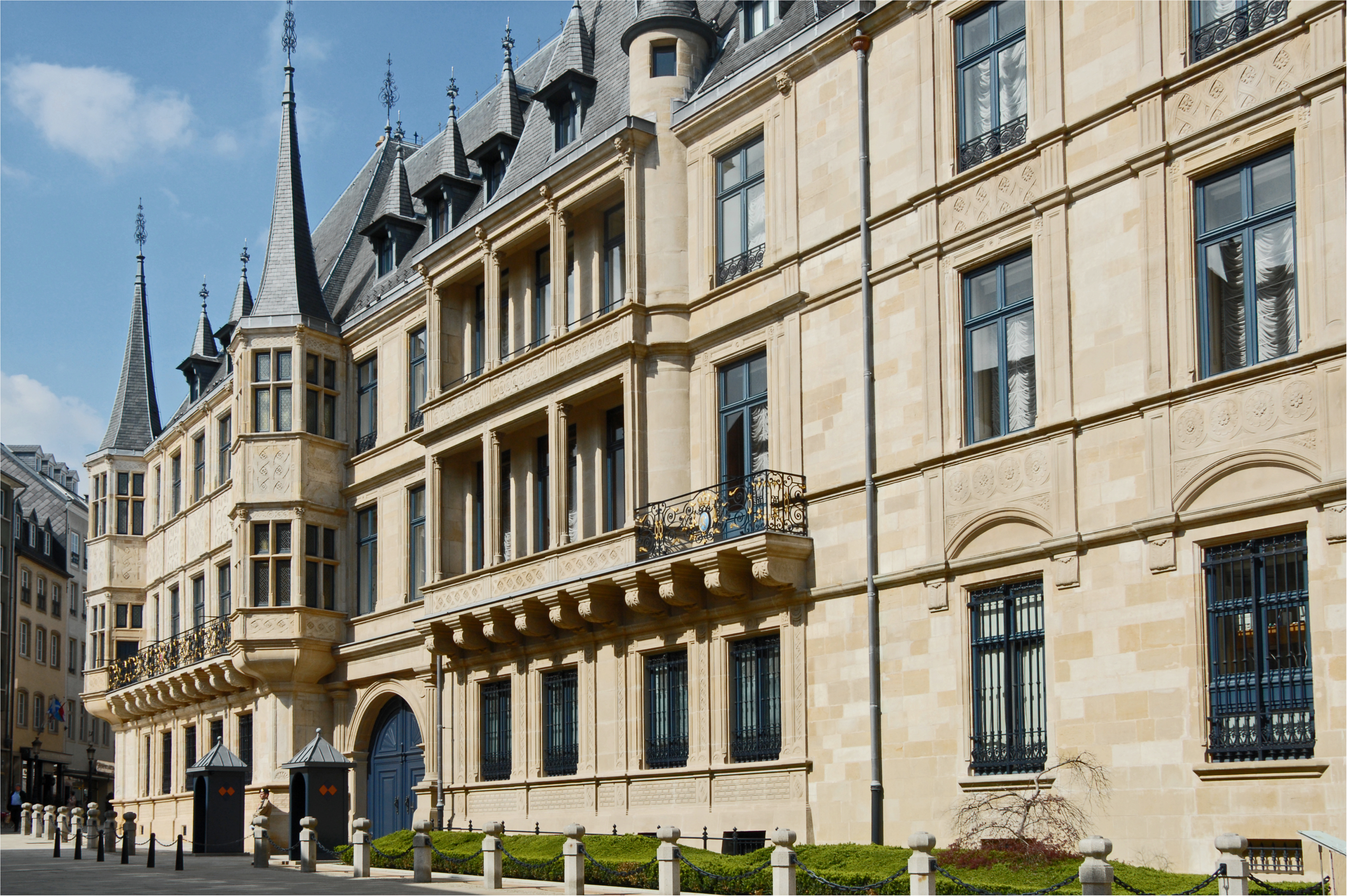
Cung điện Grand Ducal, Luxembourg
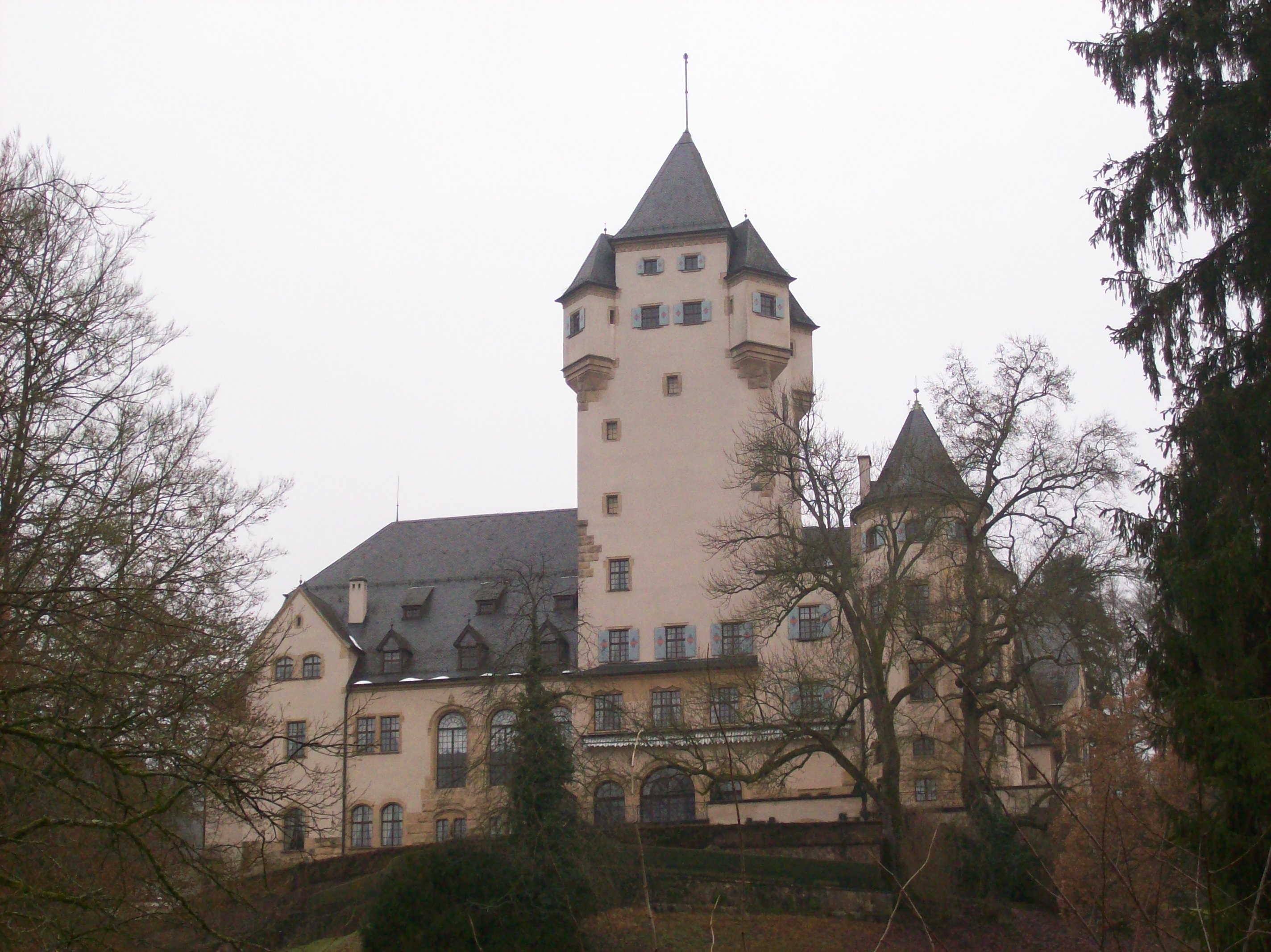
Lâu đài Berg, Luxembourg